# Boronia latipinna
Boronia latipinna är en vinruteväxtart som beskrevs av James Hamlyn Willis. Boronia latipinna ingår i släktet Boronia och familjen vinruteväxter. Inga underarter finns listade i Catalogue of Life.